# Очушки манастир
Очушки манастир „Свети пророк Илия“ е манастир на Българската православна църква, на подчинение на Софийската духовна епархия.

## Местоположение
Манастирът е разположен в Черни рид, на около четири километра югоизточно от село Очуша и на около два километра юг-югозападно от село Подгорие, невисоко над автомобилния път за Очуша и над левия бряг на река Очушница.

## История
Основан е през 19 век и е възобновен през 1923 година. Понастоящем е периодично действащ. Храмовият му празник е на 20 юли.
Манастирът представлява комплекс от еднокорабна и едноапсидна църква и жилищна сграда. Дворът на манастира е благоустроен за пикник сред природата.

## Галерия
- Изглед към манастира от пътя
- Масички, пейки и камина на открито